# Skate America 1985
Navigation
Édition précédente Édition suivante
Le Skate America est une compétition internationale de patinage artistique qui se déroule aux États-Unis au cours de l'automne. Il accueille des patineurs amateurs de niveau senior dans quatre catégories: simple messieurs, simple dames, couple artistique et danse sur glace.
Le cinquième Skate America est organisé du 14 au 20 octobre 1985 à Saint Paul dans l’État américain du Minnesota. 
Il est à noter qu'il n'y a pas eu de compétition organisée l'année précédente en 1984.

## Résultats

### Messieurs
| Rang | Nom                   | Pays             | Points | Fig. impo. | Prog. court | Prog. libre |
| ---- | --------------------- | ---------------- | ------ | ---------- | ----------- | ----------- |
| 1    | Jozef Sabovčík        | Tchécoslovaquie  | 2.0    | 1          | 1           | 1           |
| 2    | Brian Boitano         | États-Unis       | 4.6    | 3          | 2           | 2           |
| 3    | Viktor Petrenko       | Union soviétique | 7.6    | 4          | 3           | 4           |
| 4    | Christopher Bowman    | États-Unis       | 8.2    | 6          | 4           | 3           |
| 5    | Masaru Ogawa          | Japon            | 10.8   | 5          | 7           | 5           |
| 6    | Fernand Fédronic      | France           | 11.2   | 2          | 5           | 8           |
| 7    | Paul Wylie            | États-Unis       | 14.4   | 8          | 9           | 6           |
| 8    | Kurt Browning         | Canada           | 17.8   | 14         | 6           | 7           |
| 9    | Marc Ferland          | Canada           | 19.8   | 9          | 11          | 10          |
| 10   | Oliver Höner          | Suisse           | 20.2   | 10         | 8           | 11          |
| 11   | Alessandro Riccitelli | Italie           | 20.8   | 13         | 10          | 9           |
| 12   | Lars Åkesson          | Suède            | 22.0   | 7          | 12          | 13          |
| 13   | Ralph Burghart        | Autriche         | 24.8   | 12         | 14          | 12          |
| 14   | Oula Jääskeläinen     | Finlande         | 25.8   | 11         | 12          | 14          |

### Dames
| Rang | Nom                | Pays           | Points | Fig. impo. | Prog. court | Prog. libre |
| ---- | ------------------ | -------------- | ------ | ---------- | ----------- | ----------- |
| 1    | Debi Thomas        | États-Unis     | 2.0    | 1          | 1           | 1           |
| 2    | Tracey Wainman     | Canada         | 4.0    | 2          | 2           | 2           |
| 3    | Katrien Pauwels    | Belgique       | 6.0    | 3          | 3           | 3           |
| 4    | Kathryn Adams      | États-Unis     | 8.0    | 4          | 4           | 4           |
| 5    | Agnès Gosselin     | France         | 10.4   | 5          | 6           | 5           |
| 6    | Lotta Falkenbäck   | Suède          | 11.6   | 6          | 5           | 6           |
| 7    | Elise Ahonen       | Finlande       | 14.0   | 7          | 7           | 7           |
| 8    | Masako Kato        | Japon          | 17.8   | 11         | 8           | 8           |
| 9    | Elizabeth Howatson | Canada         | 20.0   | 9          | 14          | 9           |
| 10   | Tamara Teglassy    | Hongrie        | 20.8   | 12         | 9           | 10          |
| 11   | Manuela Tschupp    | Suisse         | 21.4   | 10         | 11          | 11          |
| 12   | Christine Dekitsch | Autriche       | 22.6   | 8          | 12          | 13          |
| 13   | Pauline Lee        | Taipei chinois | 25.0   | 15         | 10          | 12          |
| 14   | Željka Čižmešija   | Yougoslavie    | 27.8   | 13         | 15          | 14          |
| 15   | Vibecke Sörensen   | Norvège        | 28.6   | 14         | 13          | 15          |

### Couples
| Rang | Nom                                   | Pays             | Points | Prog. court | Prog. libre |
| ---- | ------------------------------------- | ---------------- | ------ | ----------- | ----------- |
| 1    | Jill Watson / Peter Oppegard          | États-Unis       | 1.4    | 1           | 1           |
| 2    | Elena Bechke / Valeri Kornienko       | Union soviétique | 2.8    | 2           | 2           |
| 3    | Gillian Wachsman / Todd Waggoner      | États-Unis       | 4.2    | 3           | 3           |
| 4    | Christine Hough / Doug Ladret         | Canada           | 5.6    | 4           | 4           |
| 5    | Isabelle Brasseur / Pascal Courchesne | Canada           | 7.0    | 5           | 5           |
| 6    | Deveny Deck / Luke Hohmann            | États-Unis       | 8.4    | 6           | 6           |
| 7    | Sylvie Vaquero / Didier Manaud        | France           | 9.8    | 7           | 7           |

### Danse sur glace
| Rang | Nom                                   | Pays                 | Points | Danses imposées | Danse originale | Danse libre |
| ---- | ------------------------------------- | -------------------- | ------ | --------------- | --------------- | ----------- |
| 1    | Renée Roca / Donald Adair             | États-Unis           | 2.0    | 1               | 1               | 1           |
| 2    | Irina Zhuk / Oleg Petrov              | Union soviétique     | 5.2    | 2               | 5               | 2           |
| 3    | Antonia Becherer / Ferdinand Becherer | Allemagne de l'Ouest | 6.2    | 4               | 2               | 3           |
| 4    | Klára Engi / Attila Tóth              | Hongrie              | 7.4    | 3               | 4               | 4           |
| 5    | Kathrin Beck / Christoff Beck         | Autriche             | 9.2    | 5               | 3               | 5           |
| 6    | Isabella Micheli / Roberto Pelizzola  | Italie               | 12.8   | 6               | 8               | 6           |
| 7    | Lois Luciani / Russ Witherby          | États-Unis           | 14.0   | 7               | 7               | 7           |
| 8    | Sharon Jones / Paul Askham            | Royaume-Uni          | 15.2   | 8               | 6               | 8           |
| 9    | Kristin Lovery / Chip Rossbach        | États-Unis           | 18.6   | 10              | 9               | 9           |
| 10   | Isabelle Cousin / Martial Mette       | France               | 21.0   | 11              | 11              | 10          |
| 11   | Penny Mann / Richard Perkins          | Canada               | 21.4   | 9               | 10              | 12          |
| 12   | Tomoko Tanaka / Hiroyuki Suzuki       | Japon                | 23.0   | 12              | 12              | 11          |

## Sources
- Patinage Canada registre des résultats
- (en) « 1985 SKATE AMERICA: ST. PAUL/MINNEAPOLIS, MINNESOTA OCTOBER 14-20, 1985 », sur usfsa.xmlmanager.qg.com